# Маркем, Альберт Гастингс
Сэр Альберт Гастингс Маркем (Albert Hastings Markham) — путешественник, английский морской офицер. Внук английского богослова Уильяма Маркема (1719—1807).

## Биография
В 1873 году прошёл вместе с капитаном Адамсом через Баффинов залив к Бутия-Феликс (Boothia Felix). В экспедиции Нэрса вёл пароход «Alert» и достиг на санях 83°20'26" северной широты. В 1879 году, вместе с сэром Генри Гор-Бутом, Маркем сделал неудачную попытку достигнуть земли Франца-Иосифа, а в 1880 году посетил острова Галапагос.

## Эпонимы
- Качурка Oceanodroma markhami названа в честь Маркема.
- Пролив Маркама назван в честь Маркема

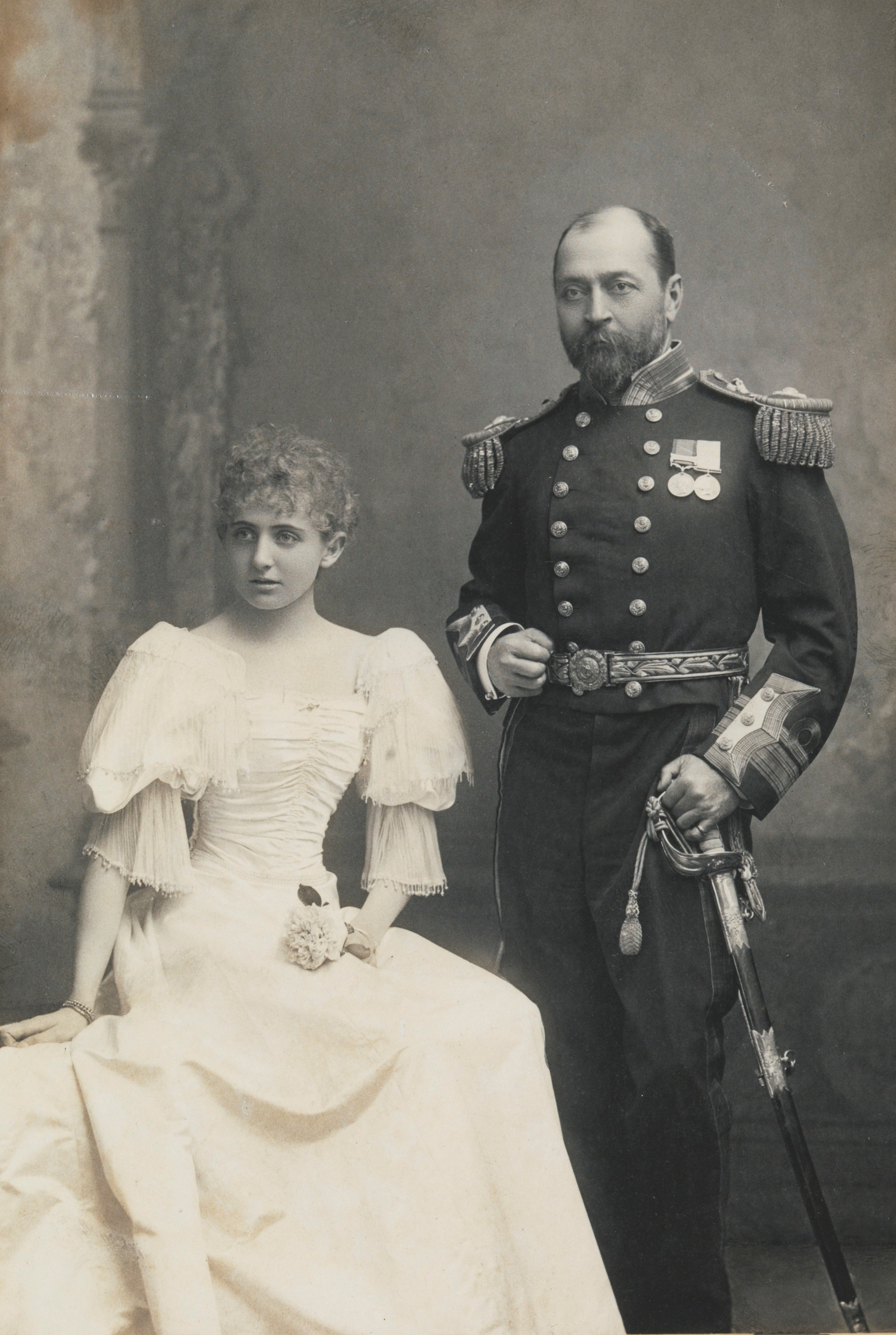
Сэр Альберт Маркэм и леди Дора Маркэм

## Сочинения
- «The cruise of the Rosario amongst the New Hebrides» (1873),
- «The great frozen sea; a personal narrative of the voyage of the Alert» (1878; 6 изд., 1884),
- «The voyages and works of John Davis the Navigator» (1884),
- «A visit to the Galapagos Islands in H. M. S. Triumph» (1889),
- «A polar reconnaissance, being the voyage of the Isbjorn to Novaya Zemlya in 1879» (Л., 1881),
- «Life of Sir John Franklin and the Northwest Passage» (Л., 1891).